# 添上郡
- 令制国一覧 > 畿内 > 大和国 > 添上郡
- 日本 > 近畿地方 > 奈良県 > 添上郡

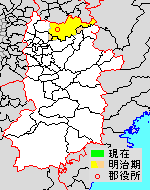
奈良県添上郡の範囲（薄黄：後に他郡に編入された区域）

添上郡（そえかみぐん）は、奈良県（大和国）にあった郡。

## 郡域
1880年（明治13年）に行政区画として発足した当時の郡域は、下記の区域にあたる。
- 奈良市の一部（都祁馬場町、荻町以南[1]および月ヶ瀬嵩を除く概ね佐保台、奈良阪町、法華寺町、芝辻町、大宮町七丁目、三条川西町、四条大路南町、大安寺町、柏木町、杏町[2]以東）
- 大和郡山市の一部（新庄町を除く下三橋町、稗田町、若槻町、中条町、横田町以東）
- 天理市の一部（櫟本町・和爾町・楢町・森本町・蔵之庄町・中之庄町）
- 山辺郡山添村の一部（室津・松尾・桐山・峰寺・的野・北野[3]）

## 歴史

### 古代
もとは「曾布（そふ）」あるいは「層富（そほ）」という地名であったが、これに「添（そふ）」の字が当てられ、2つに分けて添上郡・添下郡となった。9代開化天皇の春日率川宮が奈良市率川にあったと伝える。郡名は佐保川に由来する。奈良山丘陵南斜面の東側が「佐保」、西側が「佐紀」であり、古代のヤマト（磯城郡・十市郡を中心とする一帯）の北に位置する。

#### 郷
『和名類聚抄』に記される郡内の郷。
- 山村郷（也末無良）
- 猶中郷
- 山邊郷
- 楊生郷（也木布）
- 八島郷（也之末）
- 大岡郷
- 春日郷（加須加）
- 大宅郷

#### 式内社
『延喜式』神名帳に記される郡内の式内社。
| 神名帳                       | 神名帳                   | 神名帳   | 神名帳         | 比定社                       | 比定社                         | 比定社                              | 集成 |
| 社名                         | 読み                     | 格       | 付記           | 社名                         | 所在地                         | 備考                                | 集成 |
| ---------------------------- | ------------------------ | -------- | -------------- | ---------------------------- | ------------------------------ | ----------------------------------- | ---- |
| 添上郡 37座（大9座・小28座） |                          |          |                |                              |                                |                                     |      |
| 鳴雷神社                     | ナルイカツチノ           | 大       | 月次新嘗       | 鳴雷神社                     | 奈良県奈良市春日野町           | 春日大社境内末社                    |      |
| 率川坐大神神御子神社 三座    | イサカハ-                | 小       |                | 率川神社                     | 奈良県奈良市本子守町           | 大神神社境外摂社                    |      |
| 狭岡神社 八座                | サヲカノ                 | 小       |                | （論）狹岡神社               | 奈良県奈良市法蓮佐保田町       |                                     |      |
| 狭岡神社 八座                | サヲカノ                 | 小       | （論）漢國神社 | 奈良県奈良市漢国町           |                                |                                     |      |
| 率川阿波神社                 | イサカハアハノ           | 小       |                | 率川阿波神社                 | 奈良県奈良市本子守町           | 大神神社境外摂社 （率川神社境内社） |      |
| 宇奈太理坐高御魂神社         | ウナタリニマスタカミヒノ | 大       | 月次相嘗新嘗   | 宇奈多理坐高御魂神社         | 奈良県奈良市法華寺町           |                                     |      |
| 和尓坐赤坂比古神社           | ワニ-                    | 大       | 月次新嘗       | 和爾坐赤阪比古神社           | 奈良県天理市櫟本町和爾         |                                     |      |
| 穴吹神社                     | アナフキノ フエフキ      | 小       |                | 穴栗神社                     | 奈良県奈良市古町穴栗           |                                     |      |
| 和尓下神社 二座              | ワニシモノ ワニノ        | 小       |                | 上治道天王神社               | 奈良県天理市櫟本町櫟本         |                                     |      |
| 和尓下神社 二座              | ワニシモノ ワニノ        | 小       | 下治道天王神社 | 奈良県大和郡山市横田町字治道 |                                |                                     |      |
| 奈良豆比古神社               |                          | 小       | 鍬靫           | （論）奈良豆比古神社         | 奈良県奈良市奈良坂町           |                                     |      |
| 奈良豆比古神社               | （論）楢神社             | 小       | 鍬靫           | 奈良県天理市楢町             |                                |                                     |      |
| 神波多神社                   | カムハタノ               | 小       | 鍬             | 神波多神社                   | 奈良県山辺郡山添村中峯山       |                                     |      |
| 高橋神社                     | タカ-                    | 小       |                | （論）高橋神社               | 奈良県奈良市八条町菰川         |                                     |      |
| 高橋神社                     | タカ-                    | 小       | （論）氷室神社 | 奈良県奈良市春日野町         |                                |                                     |      |
| 太祝詞神社                   | フトノトノ               | 大       | 月次新嘗       | 森神社                       | 奈良県天理市森本町字高岸       |                                     |      |
| 宅布世神社                   | イヘフセノ               | 小       |                | 宅布世神社                   | 奈良県奈良市鉢伏町             |                                     |      |
| 大和日向神社                 | オホヤマトヒムカヒノ     | 小       | 鍬靫           | 本宮神社                     | 奈良県奈良市春日野町           | 春日大社境内摂社                    |      |
| 夜支布山口神社               | ヤキフ-                  | 大       | 月次新嘗       | 夜支布山口神社               | 奈良県奈良市大柳生町           |                                     |      |
| 春日神社                     | カスカノ                 | 小       |                | 榎本神社                     | 奈良県奈良市春日野町           | 春日大社境内摂社                    |      |
| 賣太神社                     | ヒメタノ                 | 小       |                | 賣太神社                     | 奈良県大和郡山市稗田町         |                                     |      |
| 春日祭神 四座                |                          | 並名神大 | 月次新嘗       | 春日大社                     | 奈良県奈良市春日野町           |                                     |      |
| 赤穂神社                     | アカホノ                 | 小       |                | 赤穂神社                     | 奈良県奈良市高畑町             |                                     |      |
| 島田神社                     | シマタノ                 | 小       |                | 嶋田神社                     | 奈良県奈良市八島町             |                                     |      |
| 御前社原石立命神社           | ミサキノ-                | 小       |                | 御前原石立命神社             | 奈良県奈良市古市町             |                                     |      |
| 天乃石吸神社                 | -ノイハスヒノ            | 小       |                | （論）六所神社               | 奈良県山辺郡山添村峯寺字氏神山 |                                     |      |
| 五百立神社                   | イホタチノ               | 小       |                | 五百立神社                   | 奈良県奈良市雑司町字五百立山   |                                     |      |
| 天乃石立神社                 | -ノイハタチノ            | 小       |                | 天石立神社                   | 奈良県奈良市柳生町柳生岩戸谷   |                                     |      |
| 凡例を表示                   |                          |          |                |                              |                                |                                     |      |

### 近世
「旧高旧領取調帳」に記載されている明治初年時点での支配は以下の通り。幕府領は奈良奉行が管轄。●は村内に寺社領が、○は村内に寺社除地が存在。（1町138村）
| 知行         | 知行                         | 村数     | 村名 |
| ------------ | ---------------------------- | -------- | --- |
| 幕府領       | 幕府領                       | 1町 22村 | ○北村、南ノ庄村、鳴川村、○法用村、平清水村、大慈仙村、誓多林村、川上村、京終村、●○法蓮村、杉ヶ町村、●○般若寺村、●野田村、●池田村、北之庄村、西永井村、○南永井村、北永井村、●○森本村、○白土村、○櫟枝村、奈良町、畠中村 |
| 藩領         | 伊勢津藩                     | 40村     | 沓掛村、矢田原村、茗荷村、南田原村、中之庄村（現・奈良市）、和田村、横田村（現・奈良市）、中貫村、大野村、日笠上村、日笠下村、此瀬村、須山村、下丹生村、水間村、水間下村、別所村、杣ノ川村、長谷村、鉢ヶ坪村、○古市村、○鹿野園村、○藤原村、○八島村、○北椿尾村、○南椿尾村、○興隆寺村、○米谷村、○中畑村、○虚空蔵村、○楢村、○鉢伏村、両村、西村、東村、上手村、中村、下手村、○広岡村、城戸村（現・奈良市下狭川町）                                   |
| 藩領         | 大和郡山藩                   | 19村     | 南須川村、須川中村、北須川村、興ヶ原村、邑地村、桃香野村、長引村、石打村、尾山村、月瀬村、北野奥村、○北野西村、峯寺村、的野村、○室津村、松尾村、桐山村、○北野山村、丹生村 |
| 藩領         | 大和柳生藩                   | 7村      | 柳生村、窪ノ庄村、高樋村、北柳生村、○柳生下村、○大保村、●○田中村 |
| 藩領         | 伊勢久居藩                   | 3村      | ●忍辱山村、大平尾村、和爾村 |
| 藩領         | 大和小泉藩                   | 1村      | 園田村 |
| 幕府領・藩領 | 旗本領・津藩・柳生藩・久居藩 | 1村      | ○坂原村 |
| その他       | 津藩・公家領（二条家）       | 1村      | 中之庄村（現・天理市） |
| その他       | 寺社領                       | 43村     | ○横田村（現・大和郡山市）、芝辻村、油坂村、城戸村（現・奈良市大森町）、奈良坂村、出屋敷村、神殿村、蔵ノ庄村、○山村、○法華寺村、○石川村、今市村、○稗田村、柏木村、○発志院村、○若槻村、○柴屋村、○横井村、○白亳寺村、○上三橋村、美濃庄村、○大安寺村、○高畑村、○八条村、紀寺村、三条村、木辻村、○杏村、○下三橋村、○西九条村、○井戸野村、○中城村、○大江村、○東九条村、肘塚村、○櫟本村、大柳生村、油倉村、雑司村、門前村、水門村、○菩提山村、番匠田中村 |
| その他       | 能楽師領                     | 1村      | 中ノ川村 |

### 近現代

#### 町村制以前
- 慶応4年
  - 2月5日（1868年2月27日）[20] - 奈良奉行の管轄地域が奈良府の管轄となる。
  - 5月21日（1868年7月10日） - 寺社領・旗本領が奈良府の管轄となる。
  - 7月29日（1868年9月15日） - 奈良府が改称して奈良県（第1次）となる。
- 明治初年（1町131村）
  - 法蓮村の一部が分立して半田開村となる。
  - 日笠上村・日笠下村が合併して日笠村となる。
  - 上手村・中村・下手村・城戸村（現・奈良市下狭川町）・門前村が合併して下狭川村[21]となる。
  - 南須川村・須川中村・北須川村が合併して須川村となる。
  - このころ油倉村が雑司村に合併されたとみられる。
- 明治3年 - 山村が分割して新古山村・上山村となる。（1町132村）
- 明治4年
  - 7月14日（1871年8月29日） - 廃藩置県により、藩領が津県、郡山県、柳生県、久居県、小泉県の管轄となる。
  - 11月22日（1872年1月2日） - 第1次府県統合により、全域が奈良県の管轄となる。
- 明治8年（1875年） - 下丹生村が丹生村に、水間下村が水間村にそれぞれ合併。（1町130村）
- 明治9年（1876年）（1町127村）
  - 4月18日 - 第2次府県統合により堺県の管轄となる。
  - 法蓮村が奈良町の一部（北法蓮町）を合併。
  - 野田村が奈良町の一部（登大路）を合併して春日野村となる。
  - 北野奥村・北野西村が山辺郡杉原村と合併して添上郡北野村となる。
  - 新古山村・上山村が合併して山村となる。
  - 北柳生村が横田村（現・大和郡山市）に合併。
- 明治13年（1880年）4月15日 - 郡区町村編制法の堺県での施行により、行政区画としての添上郡が発足。奈良町に「奈良郡役所」が設置され、添下郡・山辺郡・広瀬郡・平群郡とともに管轄したが、まもなく「添上添下山辺広瀬平群郡役所」に改称。
- 明治14年（1881年）2月7日 - 大阪府の管轄となる。
- 明治18年（1885年） - 杉ヶ町村が奈良町の一部（杉ヶ町）を合併して杉ヶ村となる。
- 明治19年（1886年） - 鉢ヶ坪村が矢田原村に合併。（1町126村）
- 明治20年（1887年）11月4日 - 奈良県（第2次）の管轄となる。
- 明治21年（1888年） - 西永井村が南永井村に合併。（1町125村）

#### 町村制以降

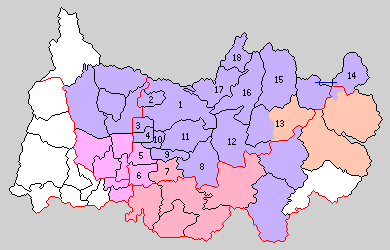
1.奈良町 2.佐保村 3.大安寺村 4.辰市村 5.平和村 6.治道村 7.櫟本村 8.五ヶ谷村 9.帯解村 10.明治村 11.東市村 12.田原村 13.東山村 14.月瀬村 15.柳生村 16.大柳生村 17.東里村 18.狭川村（紫：奈良市 桃：大和郡山市 赤：天理市 橙：山辺郡山添村）

- 明治22年（1889年）4月1日 - 町村制の施行により、以下の町村が発足。特記以外は現・奈良市。（1町17村）
  - 奈良町 ← 奈良町[22]、奈良坂村、般若寺村、川上村、雑司村、水門村、春日野村、紀寺村、高畑村、京終村、肘塚村、木辻村、城戸村、油坂村、杉ヶ村、三条村 (奈良県)、芝辻村、畠中村
  - 佐保村 ← 法蓮村、法華寺村、半田開村
  - 大安寺村 ← 柏木村、大安寺村、八条村
  - 辰市村 ← 東九条村、西九条村、杏村
  - 平和村 ← 稗田村、美濃庄村、大江村、若槻村、井戸野村、上三橋村、下三橋村、番匠田中村（現・大和郡山市）
  - 治道村 ← 白土村、石川村、横田村、櫟枝村、発志院村、中城村、山辺郡新庄村、添下郡番条村、伊豆七条村（現・大和郡山市）
  - 櫟本村 ← 櫟本村、和爾村、楢村、森本村、蔵之庄村、中之庄村（現・天理市）
  - 五ヶ谷村 ← 中畑村、米谷村、興隆寺村、南椿尾村、北椿尾村、高樋村、虚空蔵村、菩提山村
  - 帯解村 ← 窪ノ庄村、池田村、柴屋村、山村、田中村、今市村
  - 明治村 ← 北永井村、北之庄村、南永井村、神殿村、出屋敷村
  - 東市村 ← 古市村、藤原村、鹿野園村、鉢伏村、白毫寺村、横井村、八島村
  - 田原村 ← 茗荷村、此瀬村、杣ノ川村、長谷村、日笠村、中之庄村、誓多林村、横田村、大野村、矢田原村、和田村、南田原村、須山村、沓掛村、中貫村
  - 東山村 ← 水間村、別所村（現・奈良市）、室津村、松尾村、桐山村、峯寺村、的野村、北野村（現・山辺郡山添村）
  - 月瀬村 ← 尾山村、石打村、長引村、桃香野村、月瀬村
  - 柳生村 ← 柳生村、北野山村、柳生下村、丹生村、興ヶ原村、大保村、邑地村
  - 大柳生村 ← 大柳生村、坂原村、大平尾村、忍辱山村、大慈仙村
  - 東里村 ← 中ノ川村、鳴川村、法用村、平清水村、園田村、南ノ庄村、北村、須川村
  - 狭川村 ← 両村、東村、西村、下狭川村、広岡村
- 明治27年（1894年）9月7日 - 櫟本村が町制施行して櫟本町となる。（2町16村）
- 明治30年（1897年）
  - 8月1日 - 郡制を施行。郡役所が奈良町に設置。
  - 9月28日 - 月瀬村が山辺郡波多野村の一部（嵩）を編入。
- 明治31年（1898年）2月1日 - 奈良町が市制施行して奈良市となり、郡より離脱。（1町16村）
- 大正12年（1923年）4月1日（1町15村）
  - 郡会が廃止。郡役所は存続。
  - 佐保村が奈良市に編入。
- 大正15年（1926年）7月1日 - 郡役所が廃止。以降は地域区分名称となる。
- 昭和2年（1927年）11月3日 - 帯解村が町制施行して帯解町となる。（2町14村）
- 昭和14年（1939年）4月1日 - 東市村の一部（白毫寺）が奈良市に編入。
- 昭和26年（1951年）3月15日 - 大安寺村・東市村が奈良市に編入。（2町12村）
- 昭和28年（1953年）12月10日 - 平和村・治道村が生駒郡郡山町に編入。（2町10村）
- 昭和29年（1954年）1月1日 - 櫟本町が山辺郡丹波市町・朝和村・福住村・二階堂村・磯城郡柳本町と合併して天理市が発足、郡より離脱。（1町10村）
- 昭和30年（1955年）3月15日 - 辰市村・五ヶ谷村・帯解町・明治村が奈良市に編入。（7村）
- 昭和31年（1956年）9月30日 - 東山村が山辺郡波多野村・豊原村と合併して山辺郡山添村が発足し、郡より離脱。（6村）
- 昭和32年（1957年）
  - 8月31日 - 田原村が山辺郡山添村の一部（水間・別所）を編入。
  - 9月1日 - 田原村・柳生村・大柳生村・東里村・狭川村が奈良市に編入。（1村）
- 昭和43年（1968年）1月1日 - 月瀬村が改称して月ヶ瀬村となる。
- 平成17年（2005年）4月1日 - 月ヶ瀬村が奈良市に編入。同日添上郡消滅。

#### 変遷表
| 明治22年以前 | 明治22年4月1日 | 明治22年 - 昭和20年         | 昭和20年 - 昭和30年                 | 昭和31年 - 昭和63年                | 平成元年 - 現在             | 現在       |
| ------------ | -------------- | --------------------------- | ----------------------------------- | ---------------------------------- | --------------------------- | ---------- |
|              | 奈良町         | 明治31年2月1日 市制         | 奈良市                              | 奈良市                             | 奈良市                      | 奈良市     |
|              | 佐保村         | 大正12年4月1日 奈良市に編入 | 奈良市                              | 奈良市                             | 奈良市                      | 奈良市     |
|              | 大安寺村       | 大安寺村                    | 昭和26年4月1日 奈良市に編入         | 奈良市                             | 奈良市                      | 奈良市     |
|              | 東市村         | 東市村                      | 昭和26年4月1日 奈良市に編入         | 奈良市                             | 奈良市                      | 奈良市     |
|              | 帯解村         | 昭和2年11月3日 町制         | 帯解町                              | 昭和30年3月15日 奈良市に編入       | 奈良市                      | 奈良市     |
|              | 明治村         | 明治村                      | 明治村                              | 昭和30年3月15日 奈良市に編入       | 奈良市                      | 奈良市     |
|              | 五ヶ谷村       | 五ヶ谷村                    | 五ヶ谷村                            | 昭和30年3月15日 奈良市に編入       | 奈良市                      | 奈良市     |
|              | 辰市村         | 辰市村                      | 辰市村                              | 昭和30年3月15日 奈良市に編入       | 奈良市                      | 奈良市     |
|              | 田原村         | 田原村                      | 田原村                              | 昭和32年9月1日 奈良市に編入        | 奈良市                      | 奈良市     |
|              | 大柳生村       | 大柳生村                    | 大柳生村                            | 昭和32年9月1日 奈良市に編入        | 奈良市                      | 奈良市     |
|              | 柳生村         | 柳生村                      | 柳生村                              | 昭和32年9月1日 奈良市に編入        | 奈良市                      | 奈良市     |
|              | 東里村         | 東里村                      | 東里村                              | 昭和32年9月1日 奈良市に編入        | 奈良市                      | 奈良市     |
|              | 狭川村         | 狭川村                      | 狭川村                              | 昭和32年9月1日 奈良市に編入        | 奈良市                      | 奈良市     |
|              | 月瀬村         | 月瀬村                      | 月瀬村                              | 昭和43年1月1日 改称 月ヶ瀬村       | 平成17年4月1日 奈良市に編入 | 奈良市     |
|              | 治道村         | 治道村                      | 昭和28年12月10日 生駒郡郡山町に編入 |                                    |                             | 大和郡山市 |
|              | 平和村         | 平和村                      | 昭和28年12月10日 生駒郡郡山町に編入 |                                    |                             | 大和郡山市 |
|              | 東山村         | 東山村                      | 東山村                              | 昭和31年9月30日 山辺郡山添村の一部 |                             | 山添村     |
|              | 櫟本村         | 明治27年9月7日 町制         | 昭和29年4月1日 天理市の一部         |                                    |                             | 天理市     |

## 行政
奈良郡長→堺県添上・添下・山辺・広瀬・平群郡長
| 代 | 氏名 | 就任年月日                | 退任年月日               | 備考         |
| -- | ---- | ------------------------- | ------------------------ | ------------ |
| 1  |      | 明治13年（1880年）4月15日 |                          |              |
|    |      |                           | 明治14年（1881年）2月6日 | 大阪府に移管 |

大阪府添上・添下・山辺・広瀬・平群郡長
| 代 | 氏名 | 就任年月日               | 退任年月日                | 備考         |
| -- | ---- | ------------------------ | ------------------------- | ------------ |
| 1  |      | 明治14年（1881年）2月7日 |                           |              |
|    |      |                          | 明治20年（1887年）11月3日 | 奈良県へ移管 |

奈良県添上・添下・山辺・広瀬・平群郡長
| 代 | 氏名 | 就任年月日                | 退任年月日                | 備考 |
| -- | ---- | ------------------------- | ------------------------- | ---- |
| 1  |      | 明治20年（1887年）11月4日 |                           |      |
|    |      |                           | 明治30年（1897年）3月31日 | 廃官 |

添上郡長
| 代 | 氏名 | 就任年月日               | 退任年月日                | 備考                   |
| -- | ---- | ------------------------ | ------------------------- | ---------------------- |
| 1  |      | 明治30年（1897年）8月1日 |                           |                        |
|    |      |                          | 大正15年（1926年）6月30日 | 郡役所廃止により、廃官 |